# NGC 2144
NGC 2144 è una vasta galassia a spirale situata nella costellazione della Mensa, a una distanza di circa 232 milioni di anni luce dalla nostra Via Lattea.

## Scoperta
La galassia è stata scoperta il 17 gennaio 1836 dall'astronomo britannico John Herschel.

## Descrizione
La classificazione morfologica riportata da NASA/IPAC, (R')SA(rs)a?, implica la presenza di un anello esterno (R'), una forma a spirale priva di barra centrale (SA), un anello interno attorno al nucleo (rs) e un avvolgimento stretto dei bracci di spirale (a).